# 小微蟹蛛
小微蟹蛛（学名：Lysiteles minimus）为蟹蛛科微蟹蛛属的动物。在中国大陆，分布于甘肃、陕西等地。该物种的模式产地在甘肃。